# 韩国农业

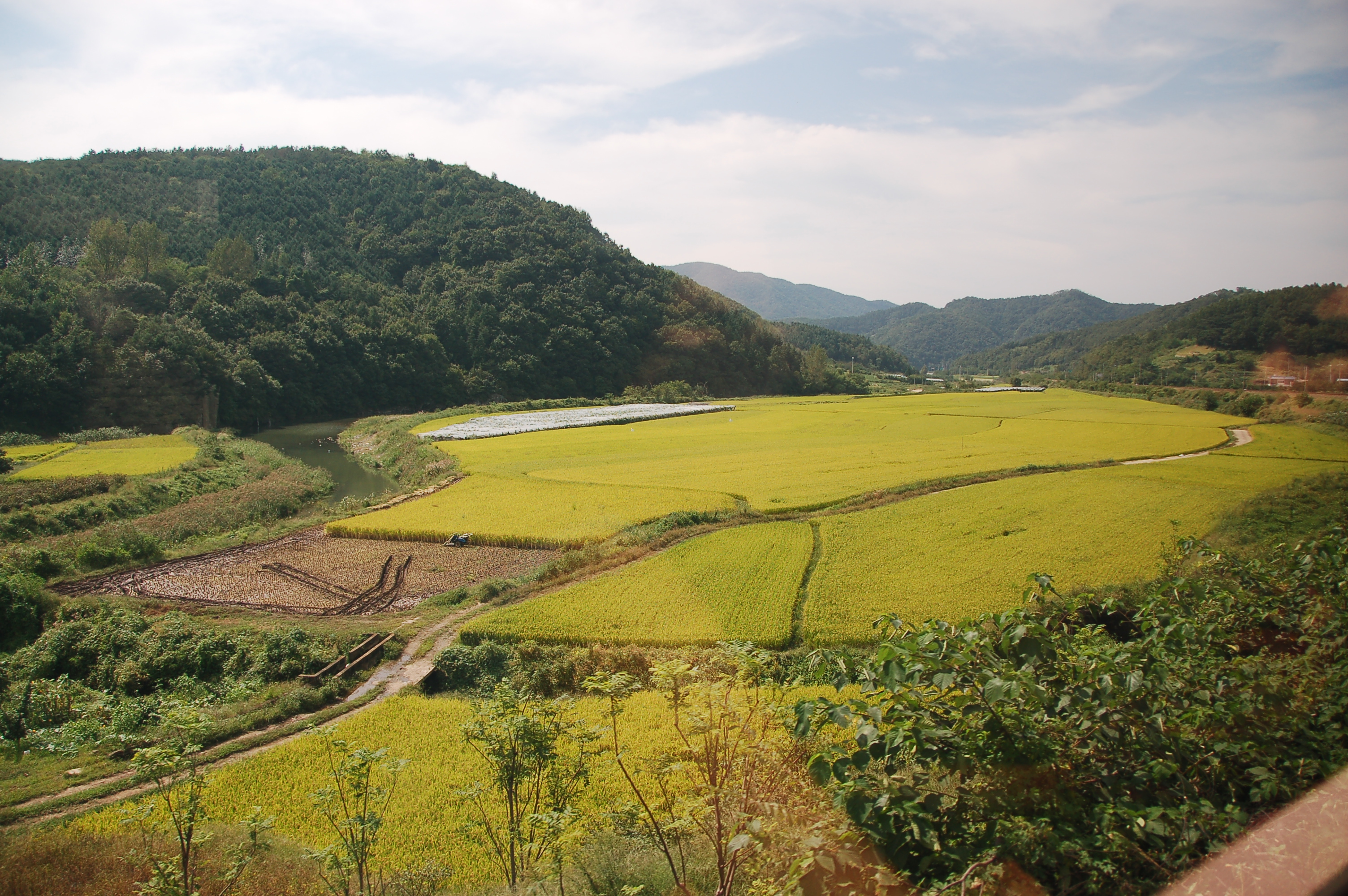
韩国庆州的农田

韩国农业是韩国经济的基础产业，由种植业、畜牧业、林业和渔业组成。建国之初，韩国是个典型的农业国家，80％以上的人口从事农业生产。经过李承晚政府的土地改革，朴正熙军政府的经济振兴和20世纪80年代开始的世界贸易自由化浪潮，韩国农业已经发生了巨大的变化。通过绿色革命，1978年韩国实现了主食大米的自给自足。1996年，韩国基本实现了农业机械化，成为继日本之后率先实现精细化种植农业机械化的亚洲国家。韩国农业的发展也带动了化肥、农业机械、种子等农业相关产业的发展。:6-8
韩国是个农业资源禀赋稀缺的国家，国土面积的三分之二为山地和丘陵，耕地面积仅占国土面积的17％，是世界人均耕地面积最少的国家之一。韩国农产品自给率很低，除了大米和薯类能基本自给外，其他粮食85％需要进口。另外韩国60％以上的牛肉、鱼贝类，20％的水果、禽肉和奶都需要从国外进口，只有砂糖和蛋可以自给。韩国农业生产结构中种植业，特别是大米的比例较高，而畜牧业等的比重小。20世纪80年代以来，随着韩国农业结构的调整，粮食作物的面积有减少的趋势，高附加值作物、蔬菜和水果的面积在种植业中的比重在增加，高经济附加值的作物高丽参和芝麻占韩国农业生产的1.6％。
韩国农业以小规模家庭经营为主。20世纪60年代，韩国经济开始飞速发展，创造了“汉江奇迹”。韩国农业在韩国经济中的比重也迅速下滑。2005年，农业在韩国GDP的比重已经由建国初的50％下降到了2.9％。随着城市化和工业化的推进，韩国农业人口流失和老龄化问题严重。1970至2000年间，韩国农业就业人口比例由50%降到了8.5％，2008年下降到了7％。:6-8

## 历史
旧石器时期，朝鲜半岛就已经有了狩猎、采集等经济活动。咸镜北道罗津先锋市屈浦里新石器遗迹中出土的原始磨粮食用的磨石和多种类型的镐表明，新石器时期朝鲜半岛开始出原始的农业种植。不过，由于生产力低下，农业种植产量很低，狩猎、采集依然是新石器时期主要的生产方式。进入青铜器时代，随着精致青铜农具的产生，农业种植生产力得到大幅提高，种植业开始取代狩猎和采集成为生产的中心。农业耕作由锄头农耕法发展成为耜农耕法。农产品开始出现剩余。铁器时代初期，灌溉的犁农耕法开始出现，生产力得到进一步的提升。:297
据全罗南道谭阳的“开仙寺石灯记”和高丽末期“高城三日浦埋香碑”记载，由于高温多湿的气候，为了防止杂草和土质下降，朝鲜三国时期的稻作采用的是休闲方法。这一做法一直被延续到统一新罗时期。到了高丽后期，这种休闲制开始被每年耕作的连作制代替。
朝鲜王朝时期，农业已经发展到很先进的水平。包括《农事直说》（1429年）、《衿阳杂录》（1492年）《四时纂要抄》（1480年）、《农家月令》（1619年）、《农家集成》（1655年）、《穑经》（1676年）和18世纪初的《山林经济》在内的一批农书先后出版。根据世宗实录地理志的记载，朝鲜王朝前期的农业早田占有绝对优势，京畿及各道的水早田面积推定比率为28％比72％。根据韩国最古老的农书《农事直说》，十五世纪韩国农业种植最广泛的是黄米、小米、大豆和稻子，其次是麦类和人参等农作物。十六世纪中期，移秧法逐渐成为普遍的水田耕种法。十八世纪，移秧法不仅扩大到天水水田（只能靠雨水浇灌的稻田），而且还被利用在水田和旱田农业上。原来的水稻直播法也得到了很大发展。
20世纪50年代，韩国依照“耕者有其田”的原则，进行了土地改革。进入到20世纪60年，韩国开始振兴遭受朝鲜战争破坏的农业，对主要农作物实行政府采购的农业扶植政策。20世纪80年代，随着国际贸易自由化的深入，韩国开始逐步放开农产品市场，不断调整农业结构以适应新的发展形势。

## 农业资源与结构

### 农业用地

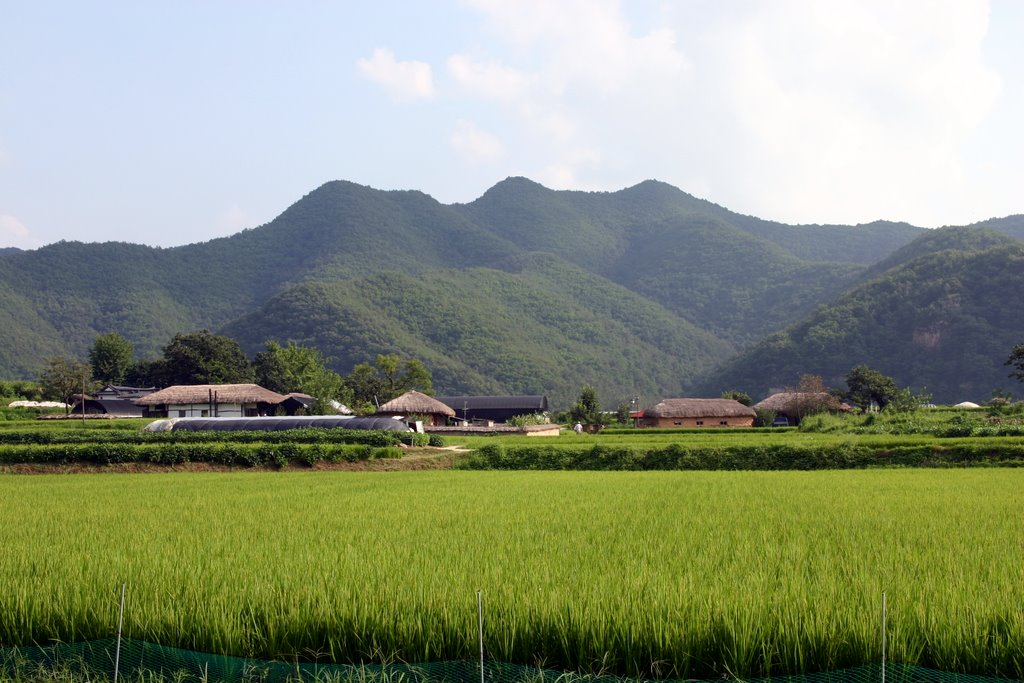
韩国安东地区的农田

2011年，韩国农业用地面积为169.8万公顷，占韩国国土面积的17%，其中三分之二的耕地为水田，主要是种植水稻。2011年，韩国稻田面积约为85.4万公顷，占耕地面积的50.3％。随着城市化和工业化的发展，韩国的耕地面积持续减少，粮食自给率在下降。韩国人均耕地面积仅为0.04公顷，远低于欧美发达国家。:16-17
1949年，韩国颁布了《农地改革法》。政府通过农地改革从地主手中购买土地，然后分给每个农民3公顷土地，使“耕者有其田”，并限制每人拥有的土地面积不能超过3公顷。20世纪60年，随着韩国非农经济的发展，部分农地被转为非农用途。韩国政府开始通过拓荒和填海来扩大农田面积。20世纪70年代，全球石油危机和粮食短缺爆发，迫使韩国在1972年出台了《农地保护与利用法》，严格限制农地转为其它用途。1975年，韩国又制定了《农地扩张与发展促进法》。1980年代后期《农渔业村发展特别措施法》的实施，使土地所有权从原来的只能由自主经营的家庭农场所有，转变为准许公司拥有土地所有权。1994年，韩国整合以往的农地法律法规颁布了新的《农地法》，并沿用至今。《农地法》虽然遵循着“耕者有其田”的原则，但根据经济社会发展的变化，对土地所有权和使用权的限制明显放松。2002年，土地所有权的限制最终被废除。:18-19

### 农业人口
随着韩国工业化和城市化的迅猛发展，农业和农业人口在韩国GDP和总人口的比重也出现迅速下降。1970－2005年间，农业在韩国GDP的比重由25.5％下降到2.9％，每年平均下降6％；农业人口在韩国总人口的比重由49.5％降到7.6％，每年平均下降5.2％。农业人口的下降速度慢于农业在GDP所占比重的下降速度，使得农业人口出现过剩。不过统计数据显示，农业人口过剩是由于年龄超过40岁的人口不能在新产业找到工作，而转为从事农业所致。这也使得韩国农业人口平均年龄增高，劳动力结构竞争力下降。:29
随着农业人口的老龄化，韩国农户的家庭结构也恶化。20世纪60年，韩国农户人数为平均6人。而2005年，这个数字已经减少到了2.7人。家庭成员数目小于两人的农户数量正在快速增长。此外，1995-2005年，低于50岁的农场经营者比例从27.9％降到了17.0％，而高于70岁的农场经营者比例从12.7％增加到了24.3％:31-33。随着农户贸易环境的恶化，韩国农民与城市居民的收入差距开始拉大。20世纪90年代中期，韩国农户的收入是城市家庭收入的90％。而2009年，这个数字降到了66.0％:49。

### 农业合作社

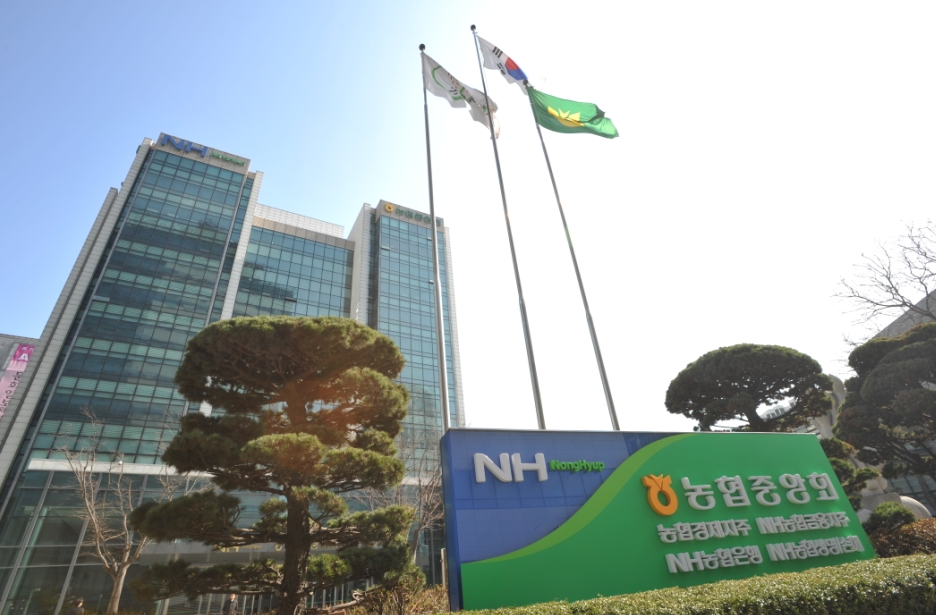
韩国农业合作社总部大楼

韩国农业合作社是全球农业合作组织中最特别的组织之一，同时经营银行、生产资料供应和农产品营销业务:54。建国之初，韩国在开展土地改革的同时建立起农业合作社。韩国当时的农业合作社只是负责农产品营销等经济活动，金融业务则由农业银行负责。为了解决合作社的融资问题，韩国1961年7月29日制定了《农业协同组合法》，将农业合作社和农业银行整合成全国性的农业合作组织。整合后的农业合作社由里洞合作社、市郡合作社和农业合作社中央会三级组织体系构成。1981年，市郡合作社成为农业合作社中央会的分支机构，丧失独立法人地位，从而形成由基层合作社和农业合作社中央会两级的组织体系。1999年2月5日和9月9日，韩国颁布了新的《农业和农村基本法》和《农业协同组合法》。原有的农业合作社中央会、牧业合作社中央会、人参业合作社中央会被合并成具有一个法人资格的全国性农业合作社中央会。基层合作社被分为地区农业合作社、地区牧业合作社、专业农业合作社和专业农业合作社联合会，使综合型合作社和专业型合作社并存、互补:58-59:13-16。
韩国98％的农业家庭是农业合作社的成员。韩国农业合作社最大的成就是解决了在不发达国家普遍存在的恶性高利贷问题，在国际上被认为是个很成功的案例。不过，韩国农业合作社被普遍认为更关注更为盈利的银行业务，而忽视农产品营销业务。20世纪90年代开始，随着农产品贸易自由化的深化，韩国农业合作社的营销角色对农民显得尤为重要。为此，韩国农业合作社已作出了加强营销业务的计划。:60-65

## 农业政策

### 工业化之前
韩国光复时是个典型的农业国家，超过80％的人口为农民，土地由地主控制，有一半的农民没有自己的土地，85％的农民或多或少地租赁耕地，三分之二的耕地是租赁的。为了恢复二战期间被严重破坏的韩国农业，韩国开展了土地改革，清算日治时期的租佃关系并重新分配土地。韩国政府通过强制收购人均超过3公顷以上的土地和没有耕种的土地，然后分配给每个农民3公顷土地，使“耕者有其田”。1950年，韩国自耕农土地面积由1945年的35％增加到的了88.2％。1949年6月，韩国颁布了《土地改革法》，在法律上明确了土地分配的公平原则。1950年，韩国又制定了《地籍法》和《地税法》，编制了地籍公簿，并开始对土地征税。1951年，《土地所得税暂行法律》出台。 1960年，韩国将两部法律合二为一，颁布了《土地税法》，完成韩国土地史的一个里程碑 。:231-232
由于生产力低下加之三年的朝鲜战争，20世纪50年代，韩国粮食供应紧缺。为建立国家粮食储备和解决粮食短缺，韩国建立起谷物采购制度和粮食生产扩大计划，并向美国寻求粮食援助。1956－1964年，美国对韩国援助的谷物占到韩国谷物总产量的5％－23％。:232

### 工业化时期

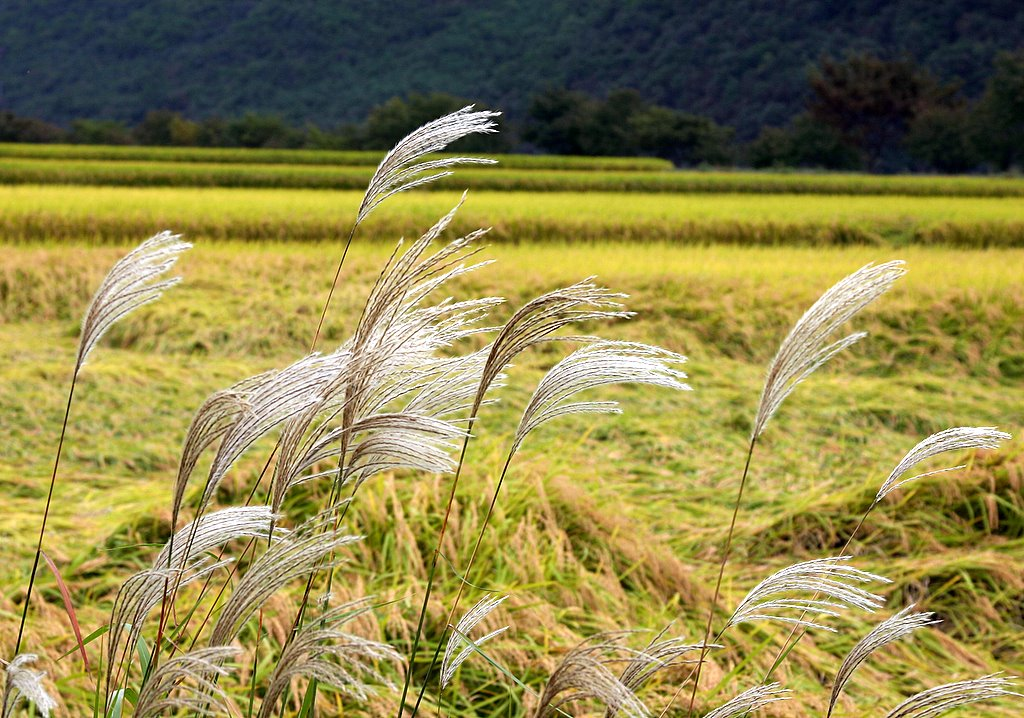
韩国的农田

1961年，朴正熙执政后，韩国开始了高速的工业化进程。这阶段的韩国农业政策的焦点是促进农业增产、农民增收、实现粮食自给自足。1961年8月，韩国政府将农业银行和农业合作社合并成全国性的农业合作组织，并利用公共资金解决困扰农民的信贷体系。此外，韩国政府还出台了“农产品价格维持法”，以保证农产品价格高于生产成本。1962年，韩国颁布了《开垦促进法》和《农村复兴法》，并成立了农村振兴厅。韩国政府在这个时期的农业政策使得韩国农业较1950年代更为稳定，农民的收入也开始有盈余。不过工业的迅猛发展，使得韩国城乡差距加大，农村人口开始流向城市。:232-233:58-59
为了使城市和农村协调发展，韩国政府出台了一系列扶植农村发展的政策。1970年，朴正熙政府发起了新乡村运动，有计划地改善农村环境。通过政府提供水泥和钢铁，农村提供免费劳动力的方式，新乡村运动使昔日落后的韩国农村建起了公路、翻修了农房、建立了村庄活动中心，溪流得到维护。该运动得到了韩国广大农民的参与，被许多发展中国家视为农村改革的成功范例。:234:60-61
1971年，韩国与国际水稻研究所联合研发了高产水稻改良品种“统一号”，使韩国水稻产量从1960年的350万吨，增加到1970年代末的500万吨，实现了水稻的自给自足，被称为“绿色革命”。除了推广高产水稻品种外，韩国政府还推行了农业机械化和农业价格支持政策。1978年，韩国颁布了《农业机械化促进法》，为农业机械的推广提供政策支持。1977年，韩国出台了《关于农水产品流通及价格稳定的法律》、《市场法》和《畜产法》等，进一步加强了粮食收购储备制度，并增加了对农水产业安定基金的资金支持。另一方面，1970年代末，韩国开始降低了粮食收购价格的增长速度，导致米价增幅低于通货膨胀的涨幅。:233:60-62
20世纪80年代，韩国农业与其它产业的差距进一步扩大。这一时期韩国农业政策的焦点从粮食自给自足转变为提高农民收入，主要是通过推广经济类作物和增加非农业收入。蔬菜和畜牧业的产量开始增加。与此同时，韩国政府实施了稳定农产品价格政策，导致农产品进口大量增加。韩国政府开始认识到仅靠提高农业收入提高农民收入是不够的，于是开始在农村兴建工业园以提高农民非农业收入，不过并没有产生理想的效果。1980年代中后期，韩国农村的经济状况开始恶化，农场债务攀升。韩国政府不得不出台了一些债务减免政策。:234:64-65

### 全球化时代
20世纪80年代后期到90年代初是韩国逐步放开农业市场的时期。根据1986年的乌拉圭贸易谈判，韩国在1989年宣布“农业和渔业产品进口自由化三年计划”，对1989-1991年间的243种食品类别作了进口自由化的规定，使市场自由化率提高到88.5%。1991年，韩国根据关税及贸易总协定又将131种产品作为1992-1994年进口自由化的对象。:235
为应对贸易自由化对农业的冲击，韩国1991年7月颁布了“农业和农村结构改进措施”，计划在10年内投资42万亿韩圆改善农村的生活条件和提高农业竞争力。1994年2月，韩国成立了“农业和农村发展委员会”，并起草了包括重新调整基础生产设施，生产和流通设施现代化，培养农业接班人，扩大专业农场，改善农村生活条件和福利基础设施在内的发展计划。同年，韩国修订了“特别农村发展税”，在10年内每年投资1.5万亿韩圆用于实现这些目标。这项特别税在2004年，又被延长了10年。:235-236
1997年，韩国农业受到亚洲金融危机的冲击。20世纪末到21世纪初，韩国农业政策主要是稳定和维持农业生产，包括发展亲环境农业、直接支付制度和灾害保险。1997年，韩国政府制定了“亲环境型农业促进法”，使韩国中小型农场在发展亲环境农业中受益。直接支付制度是应对WTO负面影响的收入保护计划。2001年，综合收入支持制度首先在稻田应用，主要针对1998－2000年已暂停生产的农场，以防止水稻产量的增加。其它的直接支付制度包括“亲环境型农业直接支付制度”、“恶劣条件地区直接支付制度”、“亲环境型畜牧种植业直接支付制度”和“农村风景保护直接支付制度”等，不过这些项目在规模和资金上相对较小。1999年，韩国颁布了《农业和农村基本法》，对农业、农民和农业地区进行了重新界定，以适应不断变化的环境，并为未来的发展指出了方向。:236-237:68-72
韩国在1994年乌拉圭回合协议中得到了大米市场10年（1995－2004年）保护的特殊待遇。根据WTO协议，韩国通过与美国、中国、澳大利亚等9个国家谈判签订协议使大米市场保护延长了10年，作为回报韩国将最低市场进口准入由4％调整为到2010年提高到30％。虽然关税得到了延期，但对韩国大米市场的压力还是很大的。韩国最终废止了实行50多年的大米收购计划。为了弥补稻农的收入损失，韩国实行了直接支付计划。大米直接支付计划包括70万韩圆/公顷的固定直接支付计划和与市场价格和水稻农场补贴量相挂钩的弹性直接支付计划。固定直接支付计划为WTO所规定的“绿箱政策”（允许政策）；弹性直接支付计划为WTO所规定的“黄箱政策”。:237-238
进入21世纪后，随着全球贸易自由化的浪潮，韩国与多个国家签订了自由贸易协定。2002年10月，韩国结束了与智利的自由贸易协定谈判。由于果农和农业产业的激烈反对，协议2004年4月才生效。韩国-智利自由贸易协定是韩国签署的首个自由贸易协定:239-240。截至2015年3月，韩国已与包括美国、欧盟、中国在内的52个国家签订了14个自由贸易协定，规模达全球GDP的73.5％。

## 各产业发展趋势

### 种植业

#### 粮食产业
韩国的粮食种植作物主要是水稻。韩国80％的农业人口参与稻米生产，54％的耕地为稻田。虽然随着经济的发展，韩国人的饮食习惯开始发生变化，大米的消费量呈下降趋势，但大米仍然是韩国人的主食。1978年，韩国通过推广高产水稻新品种实现了大米的自给自足，1996年实现了稻田作业机械化。除大米外，韩国主要的粮食作物还有大麦、大豆、玉米和小麦。这些作物在韩国主要是用作加工，用于口粮的只占很小的比重。韩国的粮食产量除大米可以自给外，其它粮食作物的自给率都非常低，需要大量进口。小麦和玉米的自给率低于1％，几乎完全依赖进口。:66-83

##### 稻米

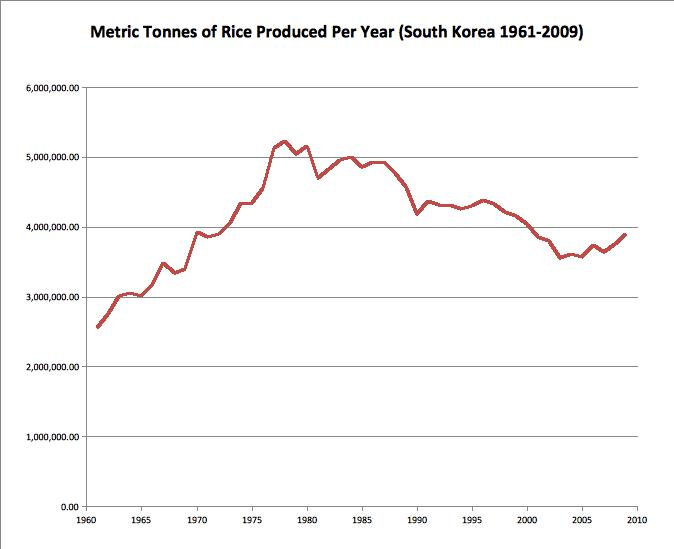
1961-2009年韩国大米产量图

水稻是韩国种植最为广泛的作物。2009年，韩国水稻的种植面积为92.4万公顷，占韩国全国农业用地的53.2％，稻农在韩国农业人口的比例高达82％。进入21世纪以来，随着韩国人饮食习惯的日益西化，韩国人均大米消费量逐年降低。2009年，韩国水稻的总产量已由1990年的560.6万吨，降到491.6万吨，稻田面积从1990年的124.4万公顷减少到2009年的92.4万公顷。:66-68
20世纪90年以前，韩国为保证粮食的自给自足，一直实行高于市场价格大规模收购大米的政策。1990－1994年间，韩国每年平均以1.2倍的市场价格，收购其国内生产的22％－30％的大米产量，从而导致大米供过于求的局面。随着1993年乌拉圭回合谈判和1995年世界贸易组织的成立，韩国开始依照国际承诺减少对大米的补贴。2004年，韩国对大米的补贴从1995年的21.8万亿韩圆降到14.9万亿韩圆。不过韩国大米供过于求的局面并未改变。根据相关国际协议，韩国每年还要从中国、美国等国家进口一定数量的大米。:66-74

##### 大麦
在粮食短缺时代，大麦在韩国曾是重要的稻米替代品。随着大米产量和小麦进口量的增加，大麦在韩国已经失去了主要粮食作物的地位。2006年，韩国大麦的种植面积已经从1970年的73万公顷降为5.7公顷。韩国大麦需求的80％用于加工，且主要通过进口，口粮需求仅占总需求的15％。在历史上，韩国政府对大麦采取了和大米一样的高价收购政策。1993年乌拉圭回合谈判后，韩国的大麦市场已经实现了自由化。1990-2011年，韩国大麦的自给率由96.1％下降到了22.5％。:75-76

##### 其它
韩国每年大豆的需求量为130万－160万吨，基本依赖进口。大豆在韩国主要是用于饲料加工，食用大豆消费仅占3.97％。历史上，韩国为促进大豆产量曾实行政府高于市场价格收购。为缓解大米供大于求的问题，韩国政府还曾鼓励农民在稻田种植大豆，并将稻田大豆的收购价格定在种植大米收入的水平。随着韩国进口自由化政策的实施，政府采购已经大幅降低。韩国大豆自给率1966年曾高达99.4％，1969年开始持续下降，到2011年降到仅为6.4％。:77-80
玉米也是韩国政府收购和储备的商品之一。玉米消费在韩国几乎全部用于加工，食用消费仅占总消费的0.9％。韩国玉米的产量很低。2011年，韩国玉米自给率仅为0.8％。:81-82
小麦是韩国最先受市场自由化影响的农作物。1966年，韩国小麦自给率为43.4%，后逐年呈快速下降趋势。1972年开始，韩国小麦自给率低于10％。1984年，韩国政府停止了小麦的政府收购计划。从那以后，韩国小麦的自给率不足1%，几乎完全依靠进口。韩国的主要小麦进口国是美国、澳大利亚和加拿大。:82-83

#### 园艺和特种作物

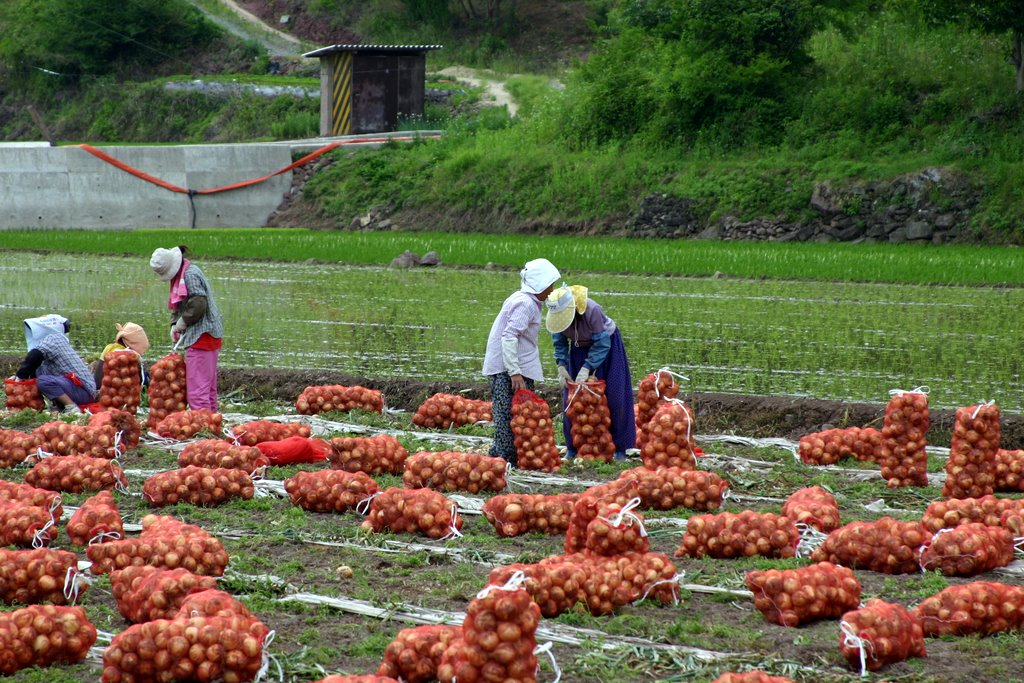
农田里收割洋葱的韩国农民

加入WTO后，韩国蔬菜和水果的种植面积一直在下降，不过由于技术进步和温室蔬菜种植面积的增加，蔬菜和水果总产量一直在增加。2009年，韩国蔬菜和水果的种植面积为28万公顷和15.7万公顷，产量分别为130万吨和288万吨。受农业产品自由化影响，蔬菜和水果产业产值在农业总产值的比重呈下降趋势，1995年蔬菜的比重为46.7％，2009年降为18.3％，水果1995年的比重为11.7％，2009年降为8.5％。:104-105
韩国花卉种植面积呈现增长趋势。由于较高的面积收益率，韩国花卉生产值的比重高于其种植面积的比重。2009年，韩国花卉种植面积仅占农业总种植面积的0.4％，但产值却占到农业总产值的2.6％。:114-115
韩国人参的种植面积自1997年以来一直呈上升趋势。2009年，人参种植面积达19702公顷，产量为27460吨是1996年的2.7倍。:118

### 畜牧业
随着韩国国民收入的不断提高以及人口的增长，畜牧业在韩国农业的比重在不断提高。1990－2009年，韩国人均肉类消费量以每年3.3％的增速增长，肉类产量以2.6％的速度增长，供给与需求的增长差距使得韩国肉类进口增加。:84
韩国肉类产值从1990年的3.9516万亿韩圆上升到2009年的16.484万亿韩圆，在农业产值的比重也从25.3％上升到39.9％。2005年以来，韩国畜牧业产值开始超过大米。2009年，韩国畜牧业产品的比重分别为猪肉33.2％，牛肉24.8％，鸡肉12.3％，牛奶10.5％，蛋类8.2％。:84-85

#### 牛肉
亚洲金融危机前，韩国肉牛数量一直呈上升趋势，1996年达到284.3万头。受金融危机的影响，以及根据乌拉圭回合的谈判韩国牛肉进口实现完全自由化，2001年韩国肉牛数量减少到140.6万头。之后，随着需求的拉升，韩国肉牛的数量开始逐渐升高。为应对加入WTO的挑战，韩国政府设法扩大专业养牛场的规模和饲养数量。规模在50头肉牛以上的专业养牛场数量从1990年的956家增加到2009年的11148家，肉牛数量也从88505头增加到696139头。与此同时，规模在10头以内的小型养殖场数量在显著减少。养牛场肉牛平均饲养数量从1990年的2.6头增加到2009年的10.6头。:86-87
随着国民收入的提高，韩国人均年牛肉消费量从1990年的4.1千克，增长到2003年的8.1千克。由于2003年12月，美国疯牛病的爆发，牛肉消费量在韩国开始下滑。2005年，韩国人均年牛肉消费量降至6.6千克。2009年，韩国人均年牛肉消费量缓慢回复至8.1千克。韩国牛肉自给率在2000年以前高于50％，2001年下降到42.8％，2003年进一步降为36.2％。由于美国疯牛病使得进口牛肉数量的减少，韩国牛肉2009年自给率恢复到50％。疯牛病对韩国牛肉的进口结构产生很大的影响。疯牛病爆发之前，韩国从美国进口的牛肉占到进口数量的60％以上。由于消费者对美国牛肉的不信任，韩国转向从澳大利亚进口牛肉。2009年，韩国从澳大利亚进口的牛肉占到韩国牛肉总进口量的59.0％，美国牛肉进口量比重则降到25.3％。:86-88

#### 牛奶

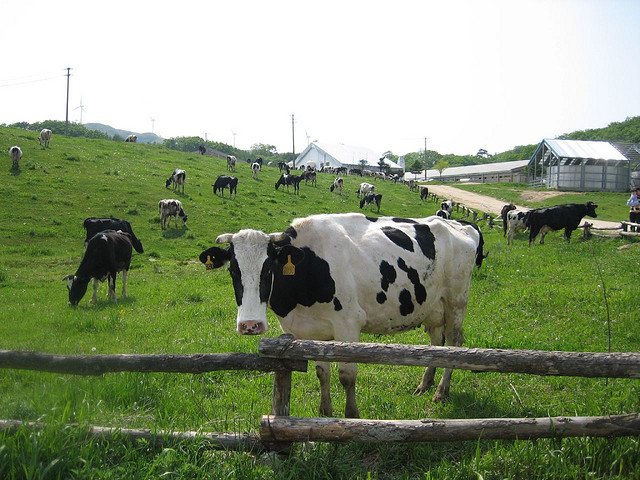
韩国农场里的奶牛

1993年后，韩国奶牛养殖业开始走向规模化，小型的奶牛养殖场纷纷关闭。1990－2009年，规模在50头奶牛以上的专业奶牛养殖场数量从659家增加到44068家，奶牛数量也从57455头增加到366114头。专业奶牛养殖场所占的比重从1990年的2.0％提高到2009年的65.1％，其饲养的奶牛数量比重也由11.4％提高到82.3％。从整个行业来看，韩国奶牛养殖场和奶牛的数量呈下降趋势。不过由于每头奶牛的产奶量的提高，韩国牛奶产量持续增长。:88-89
韩国牛奶消费在2002年前呈现逐年增长的态势，人均年牛奶消费量从1990年的42.8千克增加到2002年的64.2千克。2002年之后，增长态势停止。1994年以前，韩国对乳制品实行进口限制，后根据乌拉圭回合谈判结果，对国内敏感乳制品实行以最低市场准入配额的形式放开进口，对于非敏感乳制品则通过协议关税税率实现了自由化。2003年，韩国乳制品进口开始增长，其中奶酪、混合奶粉、冻乳和黄油的增长尤其明显。韩国牛奶自给率由1995年的90.1％，下降到2009年的69.5％。:90-92

#### 猪肉
猪肉产值在韩国畜牧业的比重保持在30％上下。2000年后，由于猪慢性病的蔓延，小型养猪场数量逐渐减少。规模在1000头以上的专业生猪养殖场数量从1990年的406家增加到2009年的3145家，生猪数量也从1503153头增加到8289465头。1990-2009年，专业生猪养殖场所占的比重从0.3％提高到39.57％，其饲养的生猪数量比重也由23.3％提高到86.5％。韩国生猪养殖场的平均生猪饲养数量也因此从33.9头提高到1203.8头。:92-93
韩国人均年猪肉消费量曾逐年增加趋势。1990年韩国人均年猪肉消费量为11.8千克，到2009年，这个数字达到19.1千克。由于韩国猪肉生产小于需求，猪肉进口呈上升态势。1997年7月，韩国猪肉进口开始完全放开。1990－2009年，韩国猪肉自给率从99.5％下降到2009年的78.9％。与此同时，韩国向日本、菲律宾、俄罗斯和蒙古等国家出口猪肉。:93-95

#### 鸡肉和蛋类
鸡肉产业是韩国畜牧业并购最激烈的产业，1989－2006年，产业集中度从15％提高到了80％。2009年，规模在1万只以上的专业养殖场数量比重占到94.1％，其饲养的肉鸡数量比重占到99.3％。2009年12月，韩国肉鸡数量为6719万只，产业产值2.0229万亿韩圆，占到韩国畜牧业比重的12.3％，肉鸡自给率为87.0％。:96-97
与肉鸡产业类似，韩国蛋鸡产业规模化发展趋势明显。1990－2009年，规模在1万只以上的专业养殖场数量比重由26.7％提高到80.0％，其饲养的蛋鸡数量比重由73.7％上升到96.6％，养殖场平均饲养的蛋鸡数量由10491提高到37325。2009年，韩国鸡蛋产量为579276吨，自给率为99.7％。:99-100

### 林业
20世纪50年代，韩国的林业资源由于朝鲜战争受到严重破坏。1961年和1962年，韩国先后颁布了促进林业发展和防治水土流失的《森林法》和《水土流失防治法》。1962年，韩国开始开展人工造林，到1972年共造林164.9万公顷。不过由于，资金不落实和管理不善，人工林没能得到保存。:601973年，韩国开始开展林业发展10年计划。第一个十年（1973～1982年）计划造林100万公顷。该计划于1979年提前四年完成。1997年，韩国提前一年完成了造林96.6万公顷以及786公里林道建设的第二个十年计划（1979～1988年）。第二个十年计划为韩国林业营造了大面积的用材林，并建立了80个较大规模的用材林基地。在第三个十年计划（1988～1997年）期间，韩国主要是开发和提高森林资源的经济和社会效益，共造林32.1万公顷，开设林道11335公里，在城市近郊营造了环境保护林。该计划提前三年完成。经过三个以造林为主的林业发展计划后，韩国林业开始注重对林业的培育管理，合理保护和使用林业资源，可持续发展等。
2009年，韩国的森林面积为6370公顷，占韩国国土总面积的64％。按所以权划分，韩国森林可分为国有林、公有林和私人林三类。国有林面积占韩国林地面积的24％，由韩国国家林业局管理；公有林为地方政府和组织所有，占韩国林地面积的7.7％；私人林面积占68.3％:138-140。2009年，韩国林产品总值达48314亿韩圆，占韩国GDP的0.4％，其中总生长蓄积量价值占41.3％，园林观赏植物、坚果和水果、蘑菇占分别占到17％、13％和6％:138-145。
韩国木材加工业很发达，20世纪60－80年代，胶合板是韩国重要的大宗出口商品，最高年份曾占韩国出口总量的15％。不过由于原木进口困难，劳动力成本上升，以及印尼等发展中国家木材工业的发展，韩国木材工业国际竞争力严重下降。目前已由净出口国变成净进口国。:60

### 渔业

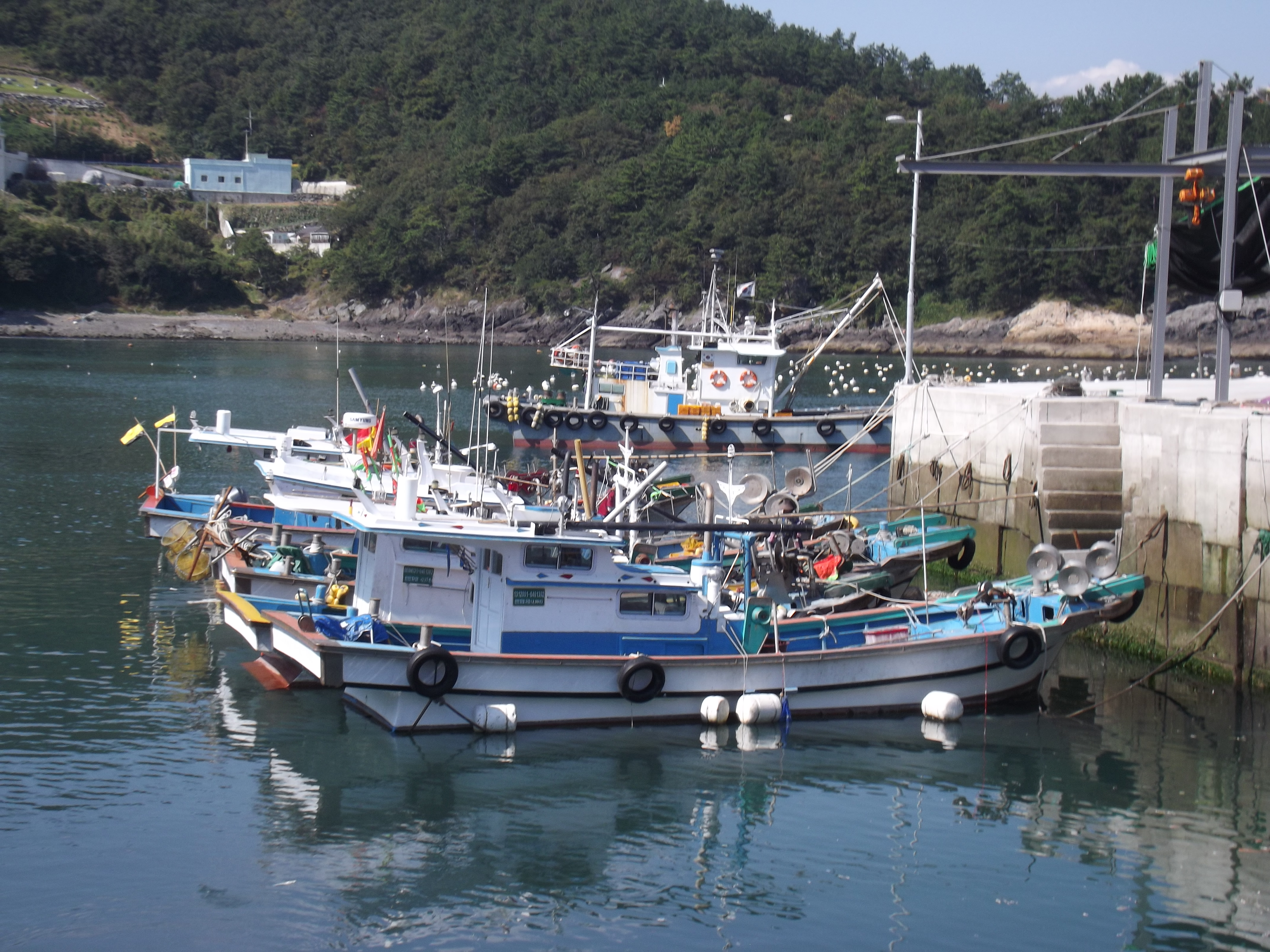
韩国渔船

韩国三面环海，渔业资源丰富，其海岸可分为东海渔场、南海渔场和西海渔场三大渔场。韩国渔业主要包括沿岸渔业（不足8吨渔船的渔业）、近海渔业（8吨以上渔船的渔业）、远洋渔业、养殖渔业和内陆渔业。2005年，韩国渔业产量达270万吨，位居世界第10位，其中近海渔业占到40.4％，养殖业38.4％，远洋渔业20.3％，内陆渔业0.9％。韩国是世界第四大渔业出口国。韩国同时也进口一些海鱼进行加工后，再出口。2004年，韩国有共计72513户渔户、209855名渔民、91608艘渔船，其中70％左右的渔户、渔船和渔民分布在韩国南海沿岸。:61-62
由于海洋渔业资源的减少，加之联合国海洋法的公布使捕捞活动受到限制，韩国渔业产量，特别是远洋渔业产量，自1995年开始呈明显的下滑趋势。1994－2005年，韩国渔业产量从347.6万吨降到了271.4万吨。自2006年以来，由于沿岸－近海和养殖业产量的不断上升，韩国渔业产量开始恢复增长。2008年，韩国渔业产量达到336.2万吨。
1990年制定的《渔业法》是韩国渔业的基本法，主要内容包括捕捞许可证、渔业运输、水产品加工、总允许渔获量、渔业资源保护和渔业补偿等。其它相关法律包括《内陆水域渔业法》、《资源保护法》、《水产品质量法》等。为恢复日益减少的渔业资源，韩国大力推行了渔船减缩政策并加强人工放流和资源养护。1999年1月1日，韩国开始实施TAC制度（System of Total Allowable Catch），并对4种鱼类做了初步示范执行。2003年，TAC制度被扩大到9种鱼类。2006年和2007年，韩国先后投入75亿和118亿韩圆用于水产苗种的放流。1998年，韩国开始在庆尚南道统营市、全罗南道丽水市、忠清南道泰安郡、庆尚北道郁进地区和济州岛济州市建设5个大的海洋牧场基地。

## 相关产业

### 农业机械
随着农业机械化的发展，韩国农业机械产业发展迅速。1978年，韩国颁布实施了《农业机械化促进法》。1981年，韩国政府开始实施农业机械供给方案，农机户可以得到韩国政府提供的40％购机补贴和40％的购机贷款。1986年后，农机供给方案被调整为对农机服务组织提供50％的购机补贴和40％的购机贷款，农机服务组织只需先支付10％的购机费用就可购买到农业机械。1996年，韩国历时20年，基本实现了农业机械化，成为亚洲继日本之后率先实现精细化种植农业机械化的国家。韩国国内农业机械市场已近饱和。从拥有率上看，2009年韩国的主要农业机械中耕耘机的普及率最高，达到60％，拖拉机和水稻插秧机普及率为20％，中耕机34％。2006年起，韩国水稻的机械化率超过了98％，几乎完全机械化。韩国政府取消农业机械半价提供政策后，农业机械制造业开始出现萎缩，运营率由1997年的63.8％下降到2007年的50.7％:179-182。
为了解决农业机械生产过剩问题，韩国试图扩大农业机械的出口。2008年，韩国农业机械的出口额达到了400万美元，比1995年提高了9.5倍。拖拉机，拖拉机零部件，农场加工机械和研磨机是韩国主要的农业机械出口产品，在韩国农机出口的比例分别为49.5％，13.9％，13.1％和10.7％。韩国同时也进口大型水稻插秧机、大型联合收割机。:182-183

### 化肥
韩国化肥产业起步于20世纪60年代，在20世纪70年代实现了自给。目前，韩国有包括Namhaee化工、Dongbu Hannong化工、三星精细化工等9家化肥生产商。20世纪80年代，韩国每公顷化肥消费量超过450千克，一度成为世界最大的化肥消费国。1990年后，随着人们环保和食品安全意识的不断加深，韩国化肥消费量开始持续下降，2009年降至267千克，比1990年下降了41.7％。韩国的化肥生产量中，单一化肥如尿素的产量呈下降趋势，而园艺肥料和低密度复合肥产量则不断增加，占到化肥总产量的70％。:183-184
1987年以前，韩国化肥的分配完全由政府通过国家农业合作社控制。与此同时，韩国政府对化肥的价格和市场成本也进行严格的控制，以保证化肥能以合理的价格分配到农民手中。1988年，韩国在化肥行业引入了新的市场机制，以减少政府对市场的干预。
韩国是世界主要的化肥出口国，主要出口复合肥、尿素和硫酸铵。韩国生产化肥的主要原料氯化钾和天然磷酸钙几乎完全依赖进口。1989年，韩国化肥行业引入新的市场机制进行调整后，尿素也开始进口。:184-186

### 种子
亚洲金融危机前，韩国政府主要依照《主要农作物种子法》和《种子管理法》来监督管理种子行业。亚洲金融危机期间，韩国种子行业受到很大的冲击，大量韩国种子公司被外国公司收购。1997年，外国种子公司控制了韩国65%的市场。为应对国际市场的变化，韩国政府1998年颁布了新的《种子产业法》。韩国国内的种子公司在金融危机后开始崛起。2008年，韩国本土企业市场份额达到48％。:186
韩国种子市场大概为5810亿美元，约占世界种子市场的1.1％。从市场份额上看，蔬菜种子所占比例最大达26%，其次是花卉种子和水稻种子。目前，韩国粮食种子的国内供给率为95％，蔬菜90％，特殊作物80％。水果和花卉的国内供给率很低，分别为20％和5％。:187
韩国种子出口主要是蔬菜种子，占到韩国种子出口的90％。1990-2009年，韩国蔬菜种子的出口量从6.1亿美元增加到19.6亿美元，增长了3倍。日本、美国、中国和印度是韩国主要的种子出口国。韩国对种子的进口自2000年以来一直呈下降趋势。1990-2009年，韩国种子贸易顺差从370万美元增加到1160万美元。:189-190